# Kompania graniczna KOP „Mieżany”
Kompania graniczna KOP „Mieżany” – pododdział graniczny Korpusu Ochrony Pogranicza pełniący służbę ochronną na granicy polsko-łotewskiej.

## Formowanie i zmiany organizacyjne
W drugim etapie organizacji Korpusu Ochrony Pogranicza, w 1925 sformowano 19 batalion graniczny , a w jego składzie 2 kompanię graniczną KOP. W listopadzie 1936 kompania liczyła 2 oficerów, 12 podoficerów, 7 nadterminowych i 104 żołnierzy służby zasadniczej.
W 1939 2 kompania graniczna KOP „Mieżany” podlegała dowódcy batalionu KOP „Słobódka”.

## Służba graniczna
Podstawową jednostką taktyczną Korpusu Ochrony Pogranicza przeznaczoną do pełnienia służby ochronnej był batalion graniczny. Odcinek batalionu dzielił się na pododcinki kompanii, a te z kolei na pododcinki strażnic, które były „zasadniczymi jednostkami pełniącymi służbę ochronną”, w sile półplutonu. Służba ochronna pełniona była systemem zmiennym, polegającym na stałym patrolowaniu strefy nadgranicznej i tyłowej, wystawianiu posterunków alarmowych, obserwacyjnych i kontrolnych stałych, patrolowaniu i organizowaniu zasadzek w miejscach rozpoznanych jako niebezpieczne, kontrolowaniu dokumentów i zatrzymywaniu osób podejrzanych, a także utrzymywaniu ścisłej łączności między oddziałami i władzami administracyjnymi. Miejscowość, w którym stacjonowała kompania graniczna, posiadała status garnizonu Korpusu Ochrony Pogranicza.
2 kompania graniczna „Mierzany” w 1934 ochraniała odcinek granicy państwowej szerokości 42 kilometrów 958 metrów.
Sąsiednie kompanie graniczne:
- 1 kompania graniczna KOP „Dukszty” ⇔ 3 kompania graniczna KOP „Obabie” – 1931[6] , 1932[7]
- 1 kompania graniczna KOP „Dukszty” ⇔ 3 kompania graniczna KOP „Dundery” (flw.) – 1929[8], 1934[9] i 1938[10]

## Struktura organizacyjna

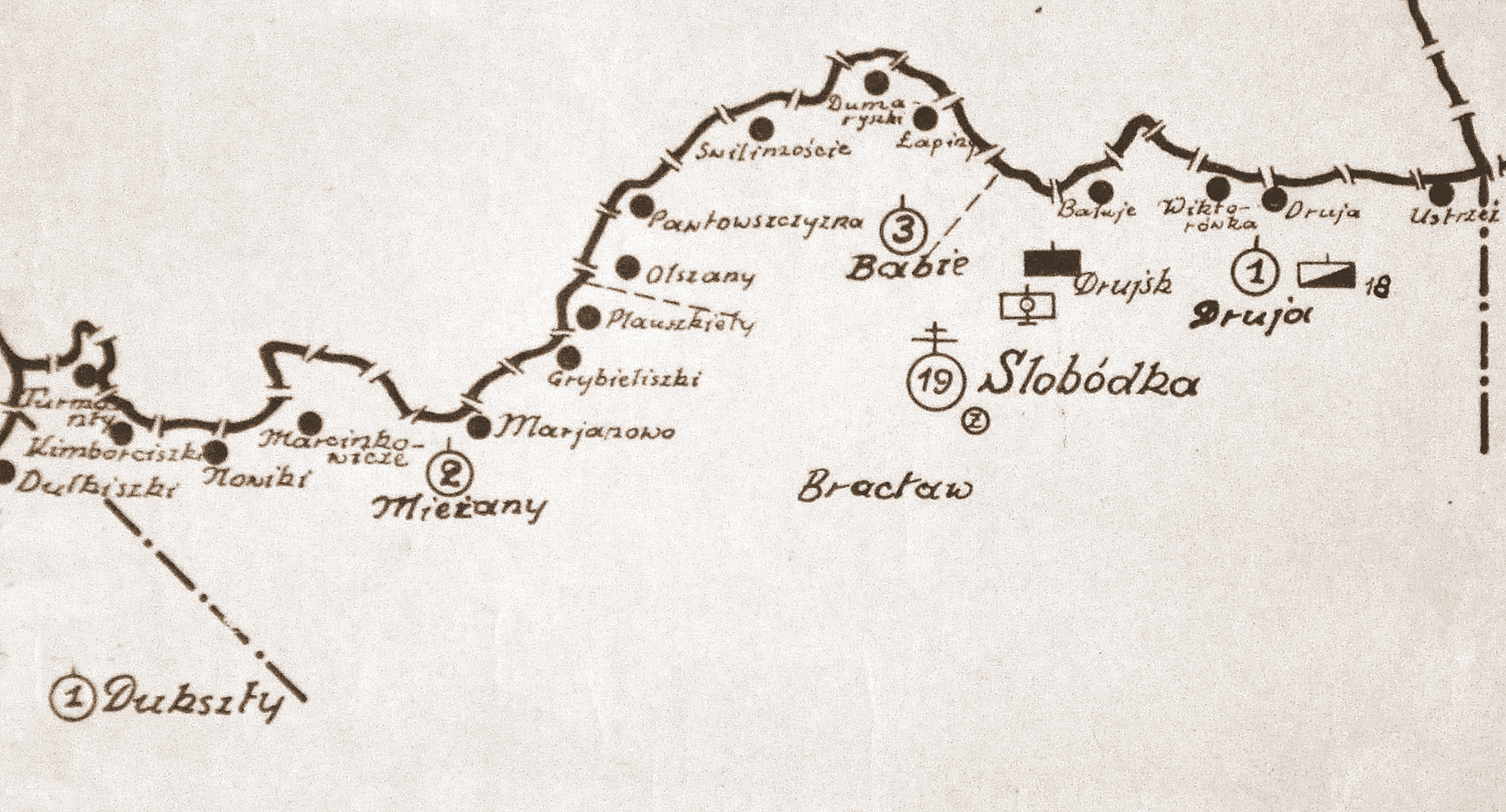
Rozmieszczenie batalionu KOP „Słobódka” w 1931

Strażnice kompanii w 1929
- strażnica KOP „Turmont”
- strażnica KOP „Kimborciszki”
- strażnica KOP „Nowiki”
- strażnica KOP „Marcinkańce”
- strażnica KOP „Krzywosiele”
- strażnica KOP „Grebieliszki”[c]
- strażnica KOP „Plauszkiety”

Strażnice kompanii jesienią 1931 
- strażnica KOP „Turmont”[d]
- strażnica KOP „Kimborciszki”[e]
- strażnica KOP „Nowiki”[f]
- strażnica KOP „Marcinkowicze”[g]
- Strażnica KOP „Marjanowo I”[h]
- strażnica KOP „Grybieliszki”[i]
- strażnica KOP „Plauszkiety”[j]

Strażnice kompanii w 1932 i w 1934
- strażnica KOP „Turmonty”
- strażnica KOP „Kimborciszki”
- strażnica KOP „Nowiki”
- strażnica KOP „Marcinkowicze”
- Strażnica KOP „Marjanowo I”
- strażnica KOP „Anopol”
- strażnica KOP „Plauszkiety”

Strażnice kompanii w 1938
- strażnica KOP „Turmont”
- strażnica KOP „Nowiki”
- strażnica KOP „Mieżany”
- strażnica KOP „Anopol”
- strażnica KOP „Plauszkiety”

Strażnice kompanii we wrześniu 1939
- strażnica KOP „Turmont”
- strażnica KOP „Tylża” (?)
- strażnica KOP „Mieżany”
- strażnica KOP „Nowiki”
- strażnica KOP „Plauszkiety”

## Dowódcy kompanii
- kpt. Bronisław Rafalski (był 30 IX 1928 − 27 IV 1929 → przesunięty na dowódcę 1 kompanii granicznej)[11]
- kpt. Feliks Oskierko (27 IV 1929 − 8 VI 1931 → przeniesiony w stan spoczynku)[11]
- kpt. Zygmunt Piękoś (27 III 1931 − 10 IV 1931 → przeniesiony do Brygady KOP „Nowogródek”)[11]
- p.o. por Franciszek Dziadzik (był 8 V 1931 − 19 VI 1931)[11]
- kpt. Antoni Michalewski (19 VI 1931 −)[11]
- kpt. Aleksander Kominkowski (24 III 1932 −)[11]
- mjr Józef Ćwiękalski[l] (- III 1939)